# Martin-Église
Martin-Église település Franciaországban, Seine-Maritime megyében. Lakosainak száma 1595 fő (2022. január 1.). Martin-Église Ancourt, Arques-la-Bataille, Dieppe, Grèges, Rouxmesnil-Bouteilles és Petit-Caux községekkel határos.

## Népesség
A település népességének változása:
| Lakosok száma | 1536 | 1549 | 1624 | 1587 | 1600 | 1603 | 1605 | 1600 | 1595 |
|               | 2013 | 2015 | 2016 | 2017 | 2018 | 2019 | 2020 | 2021 | 2022 |